# ديتمانس
ديتمانس (بالألمانية: Dietmanns) هي بلدية في منطقة فالدفيرتل في وايدهوفن في منطقة دير ثايا بولاية النمسا السفلى.